# Heteroxya
Heteroxya is een geslacht van sponsdieren uit de klasse van de Demospongiae (gewone sponzen).

## Soort
- Heteroxya corticata Topsent, 1898